# 恋靴

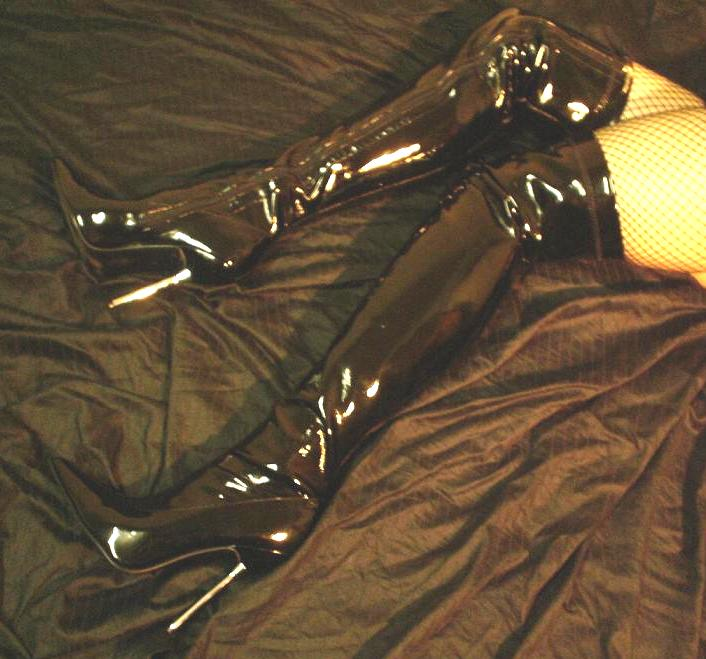
穿著細高跟皮革靴的模特

戀靴（英文：Boot Fetishism），一種與靴相關的戀物。這種愛好也被稱為戀靴癖，有戀靴心理或行為的人稱作戀靴者。它和戀鞋非常相似，許多由高跟鞋產生的性吸引也可由靴產生。靴子也已经成为BDSM场景中的标准配饰（皮革、乳胶和PVC靴子受到青睐）和音乐视频中的时尚配饰。有研究者认为，靴子可能是所有鞋类中迷恋者最多的。在一些情況下，對靴的迷戀都伴隨著對其材質的迷戀，如皮革或橡膠。

## 历史
埃米尔·左拉在1869年的小说《特蕾莎·拉昆》就提到过靴作为迷恋的对象。。在19世纪日记作家汉娜·卡尔威克的记载中描绘了实际的恋靴。
1915年Hermine Hug-Hellmuth科学地描述了恋靴行为。1990年Arlene K. Richards对这篇文章写了评论，重新发表。20世纪早期，所谓的靴子崇拜成为虐恋中的一种亚文化。

## 恋靴
靴通常可分為三個主要的類別：及踝短靴（ankle-length boots）、及膝長靴和過膝長靴，如技師靴#及胯技師靴。

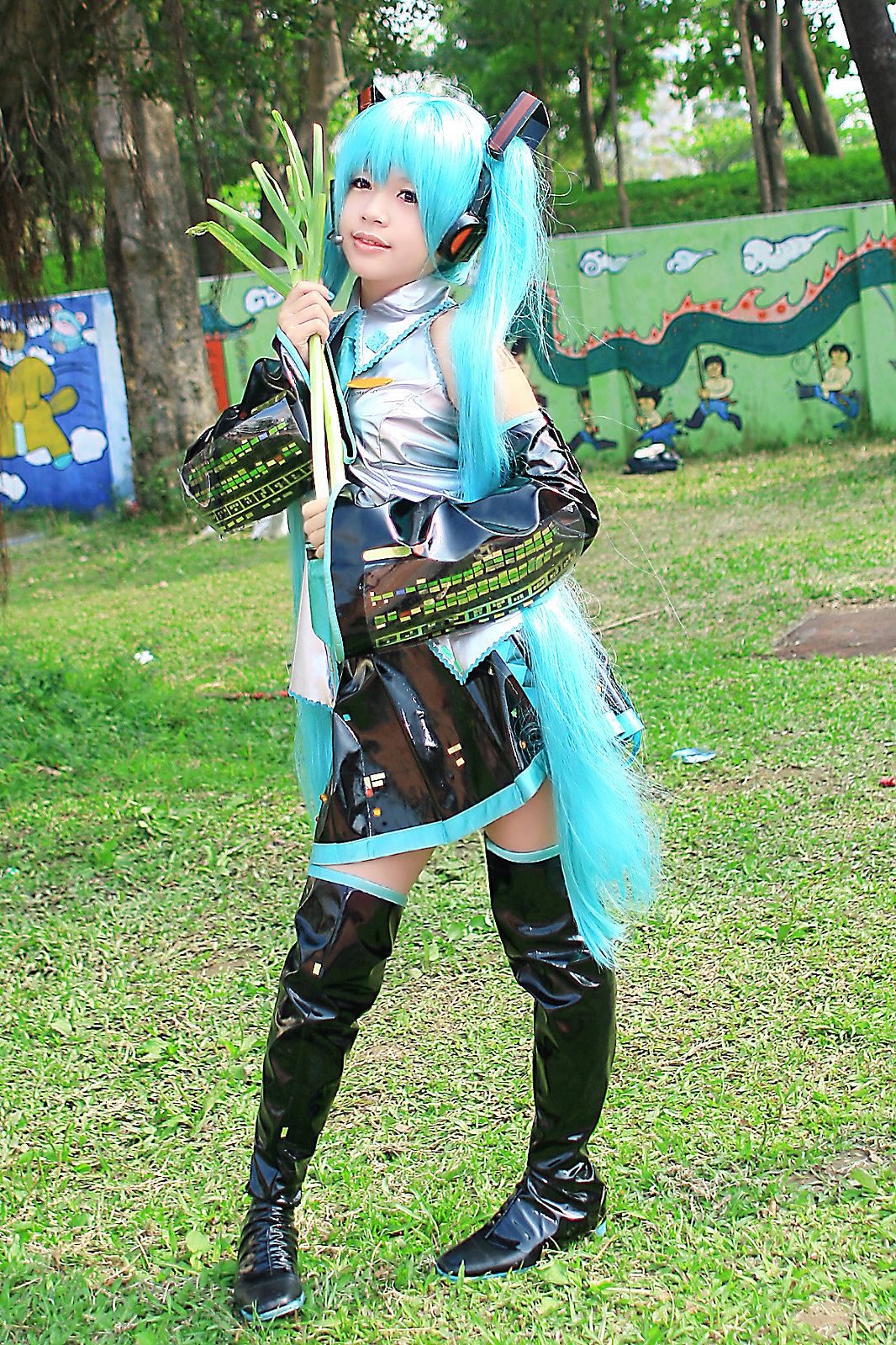
穿着漆皮过膝靴cos初音未来的女孩

靴可以產生許多潛在的性刺激。通常，穿靴者的腿部動作可對戀靴者產生許多他們所特有的刺激。穿靴者坐下之後慢慢交叉雙腿，或者僅僅是其腿部一些微妙的動作，都可產生一種視覺上的刺激。而皮革靴明亮的反光、光滑的質地則可產生更為強烈的視覺吸引力和神秘感。靴的鞋跟也是性吸引力的來源之一，最常見的一種是細高跟。另外，女靴的鞋底对某些恋靴者也具有一定的吸引力。再者，腿上穿靴的部分与靴筒未包裹到的腿部形成的鲜明对比感也是产生性刺激的因素之一。
与鞋子不同的是，靴子在激发时装设计师的灵感之前，经常以街头时尚的形式出现。靴子通常被视为赋予穿着者权力的标志，尤其是在女性穿着靴子时。，这可能是与 BDSM 联系的一个原因，因为在那里靴子通常被视为代表支配。

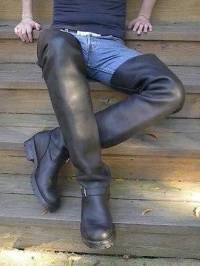
穿着靴和牛仔裤的男性

部分男同性戀者和少數女性迷戀軍靴和摩托靴。在像BLUF（Breeches Leather Uniform Forum）這樣的男同性戀皮革戀物團體（leaher fetish organizations）中，靴總是與權力和威信聯繫在一起，而且這種聯繫是其活動的一個重要部分。

## 起因
一種理論認為，戀靴者的戀靴情結源於幼兒或兒童時期目睹母親或其他女性穿靴的經歷。如果在此期間女性帶有性暗示的舉動在其腦海中留下深刻印象，就有可能導致他成年之後將腿、鞋、靴等作為主要的性喚起對象。高跟靴有助於拉直小腿，使腿部的形象更加修長，讓穿靴者更具有性吸引力。
1960年代斯坦利·李希曼用靴子来研究经典条件反射，通过让受试者观看靴子的图片，了解其性唤起程度但研究结果引起争议，因为当时靴子已经成为展现性感的流行装束。
许和J. Michael Bailey认为，几乎没有证据表明可以用“性条件反射”来解释恋靴。因为在见过漂亮女人穿靴子的男人中只有少数会产生恋靴。他们认为，仍然知之甚少的随机发育过程使一些男性更容易发展成性癖和恋物癖。

## 流行文化

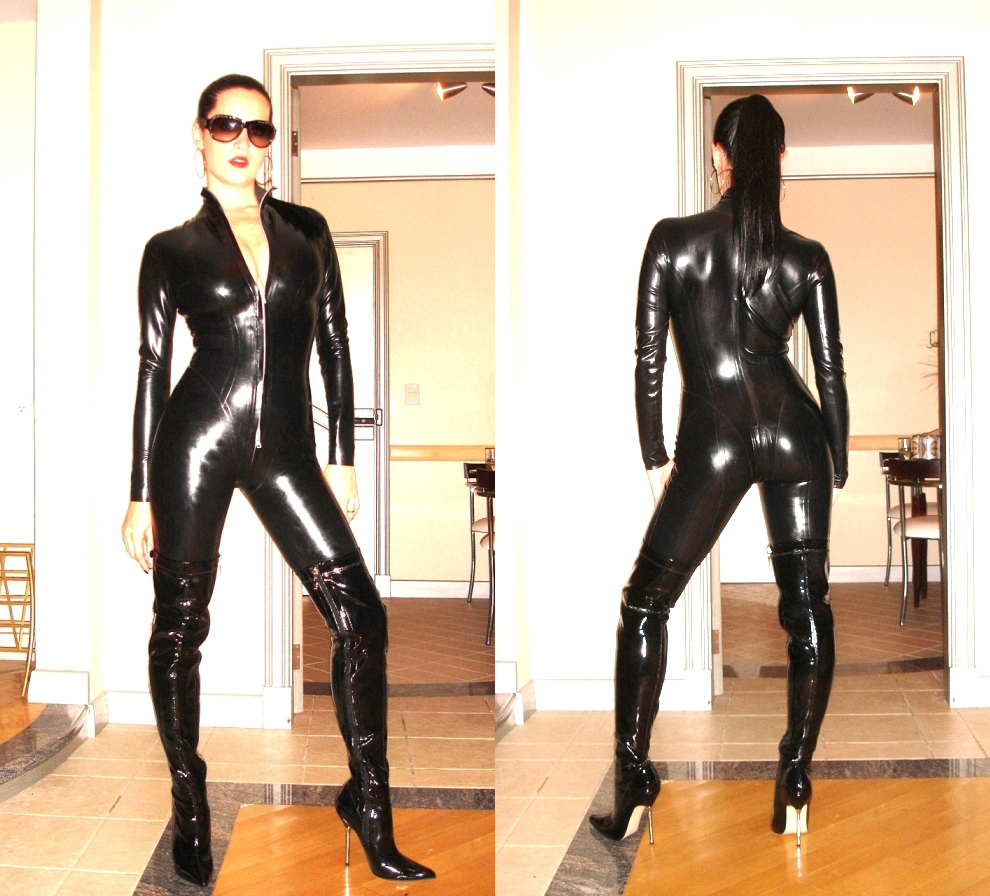
一个女孩穿着黑色乳胶緊身連衣褲和黑色细高跟过膝高筒靴

1960 年代播出的电视剧“复仇者联盟”经常以恋物癖服装为特色，艾玛·皮尔由戴安娜·里格饰演，穿着大腿- 高筒靴 作为她作为性感和坚强女性的特征标志。Patrick Macnee和Rigg的前任Honor Blackman（饰演 Cathy Gale于1964年发行了45 RPM单曲，名为“Kinky Boots".
神奇女侠和猫女等女性漫画超级英雄和反派也经常穿靴子作为女性力量和性感相结合的标志。。在皮革恋者举办的比赛，比如国际皮革先生中，靴子也占有突出地位。电子游戏“Mighty Jill Off”的主角吉尔，是一位对靴子有迷恋的性顺从者。。

## 參見

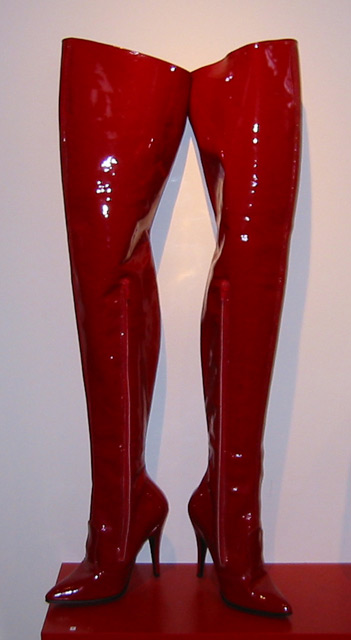
以PVC制成的高跟靴

## 外部連結
- Women's Boots 女皇（Dominatrix）衣飾介紹